# Garajonay Nationalpark
Nationalpark Garajonay (spansk: Parque Nacional de Garajonay) ligger midt på den Kanariske ø La Gomera, Spanien.
Med en størrelse på 3.984 hektar omfatter nationalparken, der blev oprettet i 1981, 10 procent af øen. Det unikke økosystem har siden 1986 været udpeget som verdensnaturarv under beskyttelse af UNESCO. Siden 1988 har området også været fuglebeskyttelsesområde under Natura 2000-netværket.

## Landskabet
Øen La Gomera har vulkansk oprindelse, men det sidste vulkanudbrud ligger to millioner år tilbage. Vanderosion har dannet det stejle relief der gennemskæres af dybe kløfter. Karakteristisk er de vulkanske klippeformationer kendt som „Roques“ der er blevet frilagt ved erosionen.
Skovene i parken er fra tertiærtidens almindelige subtropiske laurisilvaskove (laurbær). Mens disse planter forsvandt i Europa under istiden (i middelhavsområdet under den sidste istid), findes de enkelte steder på La Gomera, på de øvrige Kanariske Øer, samt på Madeira og Azorerne (Makaronesiske Øer).
Nationalparken omfatter det centrale højland på øen, med det 1.487 meter høje Garajonay og de mod nord liggende stejle udløbere.
- Besøgscentrum Juego de Bolas
- Laurisilva, Lauerbærskov
- Gallotia caesaris gomerae eller Boettger's lizard
- Sukkulentbevoksning i Nationalpark Garajonay
- Roque Ojila
- Roque de Agando
- Roque de La Zarcita

## Eksterne kilder og henvisninger
1. ↑  Spaniens miljøministerium: Evolución del número de visitantes

- Wikimedia Commons har flere filer relateret til Nationalpark Garajonay
- Unesco Verdensarvsliste (engelsk)
- Unesco Verdensnaturarv Nationalpark Garajonay (engelsk)

28°07′34″N 17°14′14″V / 28.12611°N 17.23722°V